# 牧野町 (豊橋市)
牧野町（まきのちょう）は、愛知県豊橋市の地名。

## 地理
豊橋市中央南部に位置する。東は江島町、西は北山町、南は弥生町・西幸町、北は山田に接する。

### 字一覧
- 梅鉢（うめばち）[WEB 5]
- 長畑（おさばた）[WEB 5]
- 北原（きたはら）[WEB 5]
- 牧野（まきの）[WEB 5]

## 歴史

### 人口の変遷
国勢調査による人口および世帯数の推移。
| 1995年（平成7年）  | 824世帯 2515人 |  |
| 2000年（平成12年） | 803世帯 2355人 |  |
| 2005年（平成17年） | 960世帯 2544人 |  |
| 2010年（平成22年） | 964世帯 2519人 |  |
| 2015年（平成27年） | 976世帯 2599人 |  |

### 沿革
- 1932年（昭和7年） - 渥美郡高師村高師の一部により、豊橋市牧野町が成立[2]。
- 1957年（昭和32年） - 高師町の一部を編入する[2]。
- 1962年（昭和37年） - 一部が弥生町に編入される[2]。
- 1965年（昭和40年） - 一部が山田一番町・山田二番町・山田三番町・北山町・江島町にそれぞれ編入される[2]。また、山田町および佐藤町の各一部を編入する[2]。

## 交通
- 愛知県道小松原小池線[1]

## 施設
- こばと幼稚園[1]
- こまどり保育園[1]
- 神明社[1]

### WEB
1. ↑  “愛知県豊橋市の町丁・字一覧”.   人口統計ラボ. 2023年4月13日閲覧。
2. ↑  総務省統計局 (2017年1月27日). “平成27年国勢調査の調査結果(e-Stat) - 男女別人口及び世帯数 －町丁・字等” (CSV). 2021年7月21日閲覧。
3. ↑  “愛知県豊橋市の郵便番号一覧”.   日本郵便. 2023年4月13日閲覧。
4. ↑  “市外局番の一覧” (PDF).   総務省 (2022年3月1日). 2022年3月22日閲覧。
5. 1 2 3 4  “愛知県豊橋市 住所一覧から地図を検索”.   ONE COMPATH. 2023年8月17日閲覧。
6. ↑  総務省統計局 (2014年3月28日). “平成7年国勢調査の調査結果(e-Stat) - 男女別人口及び世帯数 －町丁・字等” (CSV). 2021年7月20日閲覧。
7. ↑  総務省統計局 (2014年5月30日). “平成12年国勢調査の調査結果(e-Stat) - 男女別人口及び世帯数 －町丁・字等” (CSV). 2021年7月20日閲覧。
8. ↑  総務省統計局 (2014年6月27日). “平成17年国勢調査の調査結果(e-Stat) - 男女別人口及び世帯数 －町丁・字等” (CSV). 2021年7月21日閲覧。
9. ↑  総務省統計局 (2012年1月20日). “平成22年国勢調査の調査結果(e-Stat) - 男女別人口及び世帯数 －町丁・字等” (CSV). 2021年7月21日閲覧。
10. ↑  総務省統計局 (2017年1月27日). “平成27年国勢調査の調査結果(e-Stat) - 男女別人口及び世帯数 －町丁・字等” (CSV). 2021年7月21日閲覧。

### 書籍
1. 1 2 3 4 5 6  「角川日本地名大辞典」編纂委員会 1989, p. 1796.
2. 1 2 3 4 5  「角川日本地名大辞典」編纂委員会 1989, p. 1238.